# Omicron Tauri
Omicron Tauri (1 Tauri) é uma estrela na direção da constelação de Taurus. Possui uma ascensão reta de 03h 24m 48.84s e uma declinação de +09° 01′ 44.6″. Sua magnitude aparente é igual a 3.61. Considerando sua distância de 211 anos-luz em relação à Terra, sua magnitude absoluta é igual a −0.45. Pertence à classe espectral G8III.